# Associazione Calcio Siena 1993-1994
Questa voce raccoglie le informazioni riguardanti l'Associazione Calcio Siena nelle competizioni ufficiali della stagione 1993-1994.

## Stagione
Nella stagione 1993-1994 il Siena disputò l'ottavo campionato di Serie C1 della sua storia.

## Divise e sponsor
Il fornitore ufficiale di materiale tecnico per la stagione 1993-1994 fu Umbro.
| 1ª divisa |

## Organigramma societario
Area direttiva
- Presidente: Max Paganini
- Direttore sportivo: Nelso Ricci

Area tecnica
- Allenatore: Silvio Baldini

## Rosa
| N. |                   | Ruolo | Calciatore              |
| -- | ----------------- | ----- | ----------------------- |
|    | Italia (bandiera) | P     | Gabriele Chiodini (II)  |
|    | Italia (bandiera) | P     | Giampaolo Pinna         |
|    | Italia (bandiera) | D     | Alessandro Chiodini (I) |
|    | Italia (bandiera) | D     | Michele Cinelli         |
|    | Italia (bandiera) | D     | Andrea Fantini          |
|    | Italia (bandiera) | D     | Gianfranco Germoni      |
|    | Italia (bandiera) | D     | Pierluigi Prete         |
|    | Italia (bandiera) | D     | Alessandro Signorini    |
|    | Italia (bandiera) | C     | Matteo Baiocchi         |
|    | Italia (bandiera) | C     | Roberto Antonioli       |
|    | Italia (bandiera) | C     | Guido Di Fabio          |

| N. |                   | Ruolo | Calciatore        |
| -- | ----------------- | ----- | ----------------- |
|    | Italia (bandiera) | C     | Alessio Floridi   |
|    | Italia (bandiera) | C     | Valerio Fommei    |
|    | Italia (bandiera) | C     | Simone Francini   |
|    | Italia (bandiera) | C     | Luigi Sacchi      |
|    | Italia (bandiera) | C     | Alessandro Sturba |
|    | Italia (bandiera) | A     | Emiliano Biliotti |
|    | Italia (bandiera) | A     | Guido Carboni     |
|    | Italia (bandiera) | A     | Guglielmo Coppola |
|    | Italia (bandiera) | A     | Daniele Mariani   |
|    | Italia (bandiera) | A     | Umberto Marino    |

## Risultati

### Serie C1

#### Girone d'andata
| Arbitro: | Gambino (Barletta) |

|  |           |                 |
|  | Marcatori | 13’ Delle Donne |

| Arbitro: | Longo (Paola) |

|            |           |  |
| D'Amblè 4’ | Marcatori |  |

| Siena 26 settembre 1993 | Siena           | 0 – 0 | Juventus Stabia | Stadio Artemio Franchi\| Arbitro: \| Fausti (Milano) \| |
| Arbitro:                | Fausti (Milano) |       |                 |                                                         |

| Arbitro: | Rizzo (Catania) |

|                    |           |                      |
| De Rosa 20’ (rig.) | Marcatori | 46’ (aut.) F. Marino |

| Arbitro: | Manganelli (Milano) |

|                              |           |                           |
| Carboni 44’, 87’ Coppola 89’ | Marcatori | 61’ Pannitteri 78’ Caputo |

| Arbitro: | Gregoroni (Napoli) |

|              |           |  |
| Mariotto 67’ | Marcatori |  |

| Arbitro: | Daneluzzi (Latisana) |

|             |           |                       |
| Coppola 78’ | Marcatori | 10’ Marasco 26’ Fonte |

| Arbitro: | Calabrese (Avezzano) |

|  |           |               |
|  | Marcatori | 76’ Antonioli |

| Arbitro: | Branzoni (Pavia) |

|                             |           |  |
| U. Marino 15’ Antonioli 48’ | Marcatori |  |

| Arbitro: | Calvi (Milano) |

|                       |           |               |
| De Silvestro 20’, 49’ | Marcatori | 85’ U. Marino |

| Siena 21 novembre 1993 | Siena           | 0 – 0 | Barletta | Stadio Artemio Franchi\| Arbitro: \| Sputore (Vasto) \| |
| Arbitro:               | Sputore (Vasto) |       |          |                                                         |

| Arbitro: | Alban (Bassano del Grappa) |

|                    |           |              |
| Logarzo 86’ (rig.) | Marcatori | 5’ U. Marino |

| Siena 5 dicembre 1993 | Siena            | 0 – 0 | Ischia Isolaverde | Stadio Artemio Franchi\| Arbitro: \| Rossi (Ciampino) \| |
| Arbitro:              | Rossi (Ciampino) |       |                   |                                                          |

| Siena 12 dicembre 1993 | Siena                      | 0 – 0 | Chieti | Stadio Artemio Franchi\| Arbitro: \| Cardella (Torre del Greco) \| |
| Arbitro:               | Cardella (Torre del Greco) |       |        |                                                                    |

| Arbitro: | Anselmo (Asti) |

|                           |           |               |
| F. Marino 21’ Bettoni 83’ | Marcatori | 80’ U. Marino |

| Arbitro: | Genovese (Avellino) |

|             |           |  |
| Carboni 72’ | Marcatori |  |

| Arbitro: | Messina (Bergamo) |

|                                    |           |                              |
| Calvaresi 28’ Carmelino 75’ (rig.) | Marcatori | 29’ U. Marino 76’ Chiodini I |

#### Girone di ritorno
| Arbitro: | Casaluci (Lecce) |

|                             |           |               |
| Brescia 17’ Cornacchini 44’ | Marcatori | 81’ U. Marino |

| Arbitro: | Farina (Novi Ligure) |

|                                  |           |  |
| Giglio 2’ (aut.) Carboni 7’, 37’ | Marcatori |  |

| Arbitro: | Vendramin (Castelfranco Veneto) |

|                              |           |                    |
| Musella 12’ Lunerti 32’, 77’ | Marcatori | 29’ (rig.) Coppola |

| Arbitro: | Sirotti (Forlì) |

|                |           |           |
| Chiodini I 76’ | Marcatori | 52’ Picci |

| Arbitro: | Preschern (Mestre) |

|            |           |  |
| Caputo 10’ | Marcatori |  |

| Siena 6 marzo 1994 | Siena            | 0 – 0 | Reggina | Stadio Artemio Franchi\| Arbitro: \| Nucini (Bergamo) \| |
| Arbitro:           | Nucini (Bergamo) |       |         |                                                          |

| Arbitro: | Messina (Bergamo) |

|                |           |             |
| Carannante 86’ | Marcatori | 24’ Coppola |

| Arbitro: | Innocente (Udine) |

|                         |           |  |
| Carboni 30’ Coppola 79’ | Marcatori |  |

| Arbitro: | Bizzotto (Castelfranco Veneto) |

|                  |           |              |
| Varriale 4’, 65’ | Marcatori | 69’ Baiocchi |

| Arbitro: | Branzoni (Pavia) |

|             |           |                  |
| Coppola 64’ | Marcatori | 34’ De Silvestro |

| Arbitro: | Gronda (Genova) |

|                            |           |             |
| Carli 45’ Pinna 80’ (aut.) | Marcatori | 21’ Carboni |

| Arbitro: | Serena (Bassano del Grappa) |

|             |           |             |
| Carboni 84’ | Marcatori | 22’ Limetti |

| Arbitro: | Fausti (Milano) |

|  |           |               |
|  | Marcatori | 86’ Antonioli |

| Arbitro: | Bizzotto (Castelfranco Veneto) |

|                 |           |             |
| Ortoli 65’, 75’ | Marcatori | 21’ Carboni |

| Arbitro: | Ferrarini (Parma) |

|                         |           |  |
| Prete 24’ U. Marino 59’ | Marcatori |  |

| Arbitro: | Farina (Novi Ligure) |

|             |           |  |
| De Patre 1’ | Marcatori |  |

| Arbitro: | De Prisco (Nocera Inferiore) |

|                           |           |  |
| Baiocchi 29’ Di Fabio 36’ | Marcatori |  |

### Coppa Italia Serie C

#### Primo turno
| Prato 25 agosto 1993 | Prato | 1 – 1 | Siena | Stadio Lungobisenzio |

| Siena 29 agosto 1993 | Siena | 1 – 0 | Poggibonsi | Stadio Artemio Franchi |

| Siena 1º settembre 1993 | Siena | 1 – 0 | Pistoiese | Stadio Artemio Franchi |

| Montevarchi 5 settembre 1993 | Montevarchi | 2 – 0 | Siena | Stadio Gastone Brilli-Peri |

## Statistiche

### Statistiche di squadra
| Competizione         | Punti | In casa | In casa | In casa | In casa | In casa | In casa | In trasferta | In trasferta | In trasferta | In trasferta | In trasferta | In trasferta | Totale | Totale | Totale | Totale | Totale | Totale | DR |
| Competizione         | Punti | G       | V       | N       | P       | Gf      | Gs      | G            | V            | N            | P            | Gf           | Gs           | G      | V      | N      | P      | Gf     | Gs     | DR |
| -------------------- | ----- | ------- | ------- | ------- | ------- | ------- | ------- | ------------ | ------------ | ------------ | ------------ | ------------ | ------------ | ------ | ------ | ------ | ------ | ------ | ------ | -- |
| Serie C1             | 39    | 17      | 7       | 8       | 2       | 19      | 8       | 17           | 2            | 4            | 11           | 14           | 24           | 34     | 9      | 12     | 13     | 33     | 32     | +1 |
| Coppa Italia Serie C |       | 2       | 2       | 0       | 0       | 2       | 0       | 2            | 0            | 1            | 1            | 1            | 3            | 4      | 2      | 1      | 1      | 3      | 3      | 0  |
| Totale               | -     | 19      | 9       | 8       | 2       | 21      | 8       | 19           | 2            | 5            | 12           | 15           | 27           | 38     | 11     | 13     | 14     | 36     | 35     | +1 |

### Statistiche dei giocatori[3]
| Giocatore        | Serie C1 | Serie C1 | Coppa Italia Serie C | Coppa Italia Serie C | Totale   | Totale |
| Giocatore        | Presenze | Reti     | Presenze             | Reti                 | Presenze | Reti   |
| ---------------- | -------- | -------- | -------------------- | -------------------- | -------- | ------ |
| R. Antonioli     | 31       | 3        | -                    | -                    | 31       | 3      |
| M. Baiocchi      | 20       | 2        | ?                    | ?                    | 20+      | 2+     |
| E. Biliotti      | 24       | 0        | ?                    | ?                    | 24+      | 0+     |
| G. Carboni       | 31       | 9        | ?                    | ?                    | 31+      | 9+     |
| A. Chiodini (I)  | 30       | 2        | ?                    | ?                    | 30+      | 2+     |
| G. Chiodini (II) | 5        | -4       | ?                    | ?                    | 5+       | -4+    |
| M. Cinelli       | 5        | 0        | ?                    | ?                    | 5+       | 0+     |
| G. Coppola       | 26       | 6        | ?                    | ?                    | 26+      | 6+     |
| G. Di Fabio      | 33       | 1        | ?                    | ?                    | 33+      | 1+     |
| A. Fantini       | 15       | 0        | ?                    | ?                    | 15+      | 0+     |
| A. Floridi       | 17       | 0        | ?                    | ?                    | 17+      | 0+     |
| V. Fommei        | 20       | 0        | ?                    | ?                    | 20+      | 0+     |
| S. Francini      | 2        | 0        | ?                    | ?                    | 2+       | 0+     |
| G. Germoni       | 24       | 0        | -                    | -                    | 24       | 0      |
| D. Mariani       | 7        | 0        | ?                    | ?                    | 7+       | 0+     |
| U. Marino        | 32       | 7        | ?                    | ?                    | 32+      | 7+     |
| G. Pinna         | 29       | -28      | ?                    | ?                    | 29+      | -28+   |
| P. Prete         | 32       | 1        | ?                    | ?                    | 32+      | 1+     |
| L. Sacchi        | 17       | 0        | ?                    | ?                    | 17+      | 0+     |
| A. Signorini     | 20       | 0        | ?                    | ?                    | 20+      | 0+     |
| A. Sturba        | 14       | 0        | -                    | -                    | 14       | 0      |